# Gyula Futó
Gyula Futó (né le 29 décembre 1908 en Autriche-Hongrie et mort le 2 octobre 1977) était un joueur de football international hongrois, qui évoluait défenseur.

## Biographie
Il joue 7 fois en défense avec l'équipe de Hongrie et participe notamment à la coupe du monde 1934 en Italie.
En club, il évolue à l'Újpest Football Club.